# ГЕС Iveland
ГЕС Івеланн (норв. Iveland) — гідроелектростанція на півдні Норвегії, за 25 км на північ від Крістіансанна. Розташовуючись між ГЕС Hekni (вище по течії) та ГЕС Nomeland, входить до складу каскаду на річці Отра, яка впадає до протоки Скагеррак у Крістіансанні.
Між станцією верхнього рівня Hekni та ГЕС Iveland на Отрі розташовується велике водосховище Byglandsfjord. Першу греблю на ньому побудували ще на початку 20 століття, а в 1973-му звели існуючу (наявну) зараз бетонну споруду та допоміжну дамбу, що закриває одну із сідловин на західній стороні водойми. Утворений ними резервуар має доволі невеликий діапазон коливання рівня поверхні — між 198 та 203 метрами НРМ, проте він витягнутий по долині річки більш ніж на тридцять кілометрів, що надає можливість утримувати корисний об'єм у 212 млн м3.
Безпосередній забір ресурсу для станції Iveland здійснюється з розташованих нижче по Отрі невеликих озер Kilefjorden та Gaseflafjorden. Створена на завершенні останнього гребля перетворила їх на спільно регульовану водойму з припустимим коливанням поверхні між 163 та 167 метрами НРМ.
Від Gaseflafjorden через лівобережний масив в кінці 1940-х проклали дериваційний тунель довжиною 2,6 км, котрий живив машинний зал із двома турбінами типу Френсіс потужністю по 17,3 МВт. В 1955-му до них додали ще одну того ж типу потужністю 10,3 МВт. Станом на початок 1990-х це обладнання при напорі води у 50,5 метрів забезпечувало виробництво 328 млн кВт-год електроенергії. Таким чином, коефіцієнт використання встановленої потужності був дуже високим — близько 87 %. Це пояснювалось тим, що протягом другої половини 20 століття у верхів'ях Отри спорудили цілий ряд водосховищ (найбільшим з них стало Vatnedalsvatn), котрі дозволили краще регулювати стік та оптимізувати виробітку всіх розташованих нижче ГЕС.
У 2013—2016 роках спорудили другу чергу станції, для якої проклали ще один підвідний тунель із перетином 90 м2 довжиною 2 км (дещо коротший від попереднього, оскільки бере початок не від греблі, а в одній із заток сховища Gaseflafjorden). ГЕС Iveland 2 має одну турбіну типу Френсіс потужністю 44 МВт, яка, шляхом повнішого використання повеневої води, дозволить збільшити річний виробіток станції до 0,5 млрд кВт-год електроенергії.
Відпрацьована вода повертається в Отру.